# Flughafen Saʿda

i7
i11
i13
Der Flughafen Saʿda (arabisch مطار صعدة, DMG Maṭār Ṣaʿda, IATA-Code: SYE, ICAO-Code: OYSH) ist ein Flughafen im Nordwesten des Jemen; er liegt 2 Kilometer nordwestlich der Stadt Saʿda, der Hauptstadt des gleichnamigen Gouvernements.

## Bürgerkrieg
Im Zuge des Huthi-Konflikts kam es zu einer Militärintervention, bei der die Militärkoalition von Saudi-Arabien und anderen arabischen Ländern die Huthis bekämpfte. Saʿda war im Jahr 2015 eine Hochburg der Huthis, sodass die Koalition den Flughafen Saʿda bombardierte und dabei stark zerstörte. Auf Luftaufnahmen aus dem Jahr 2021 sind auf der Start- und Landebahn Einschlagkrater zu sehen, ein Terminalgebäude dagegen nicht. Es gibt jedoch mit Stand 2021 Bestrebungen, den Flughafen wieder aufzubauen, damit wieder kommerzielle Flüge stattfinden können.